# Non è tempo di commedia
Non è tempo di commedia (No Time for Comedy) è un film del 1940 diretto da William Keighley.

## Trama
Lui è uno scrittore di commedie poco noto, lei una famosa attrice di Broadway. Quando si incontrano si innamorano e si sposano, stringendo un sodalizio anche professionale con il successo delle commedie scritte dal marito. Dopo qualche anno però, la vena creativa comica si prosciuga e prova con il drammatico ma anche così il matrimonio entra in crisi.